# Cheile Crivadiei
Cheile Crivadiei alcătuiesc o arie protejată de interes național, situată pe raza Parcului Natural Grădiștea Muncelului-Cioclovina și corespunde categoriei a IV-a IUCN (rezervații naturale, de tip mixt).
Aflată în vecinătatea satului Crivadia, în imediata apropiere a monumentului feudal Turnul Crivadiei, rezervația are o suprafață de 10 ha și se remarcă prin frumusețea peisajului, dar și prin flora bogată și variată , o adevarată „oază” termofilă cu numeroase elemente dacice, conservate la adăpostul abruptului cheilor, pe substrat calcaros.